# Nízhniaya Jobza
Nízhniaya Jobza (del ruso: Нижняя Хобза) es un microdistrito perteneciente al distrito de Lázarevskoye de la unidad municipal de la ciudad-balneario de Sochi del krai de Krasnodar del sur de Rusia. 
Está situado en la zona sureste del distrito, en las laderas de la orilla nordeste del mar Negro a la altura de la desembocadura del río Jobza. Al norte, siguiendo la costa, se halla Vardané y al sur Loó.

## Economía y transporte
La principal actividad económica de la localidad es el turismo, por su playa y los montes de sus alrededores.
La localidad cuenta con una plataforma ferroviaria (Lésnaya), desde 1918 de la línea Tuapsé-Sujumi y con la carretera federal M27, Dzhubga-frontera abjasa, que pasa por la zona central y meridional de la localidad como calle Magnitogórskaya, en la que se hallan las paradas de los autobuses que recorren el distrito.